# Supercoppa argentina (pallavolo)
La Supercoppa argentina di pallavolo maschile è trofeo nazionale argentine, organizzato dall'ACLAV.
Si affrontano i club che hanno vinto il campionato argentino e la Coppa Argentina. 

## Albo d'oro
| Edizione      | Edizione              |  | Podio    | Podio     | Podio            |
| Anno          | Sede finale           |  | Campione | Risultato | Finalista        |
| ------------- | --------------------- |  | -------- | --------- | ---------------- |
| 2019 Dettagli | San Salvador de Jujuy |  | Bolívar  | 3 - 2     | Obras Sanitarias |

## Palmarès
| Squadre | Titoli | Stagioni |
| ------- | ------ | -------- |
| Bolívar | 1      | 2019     |